# Sitada Tada
Sitada Tada is een bestuurslaag in het regentschap Padang Lawas van de provincie Noord-Sumatra, Indonesië. Sitada Tada telt 296 inwoners (volkstelling 2010).